# Ugo Mifsud Bonniċi

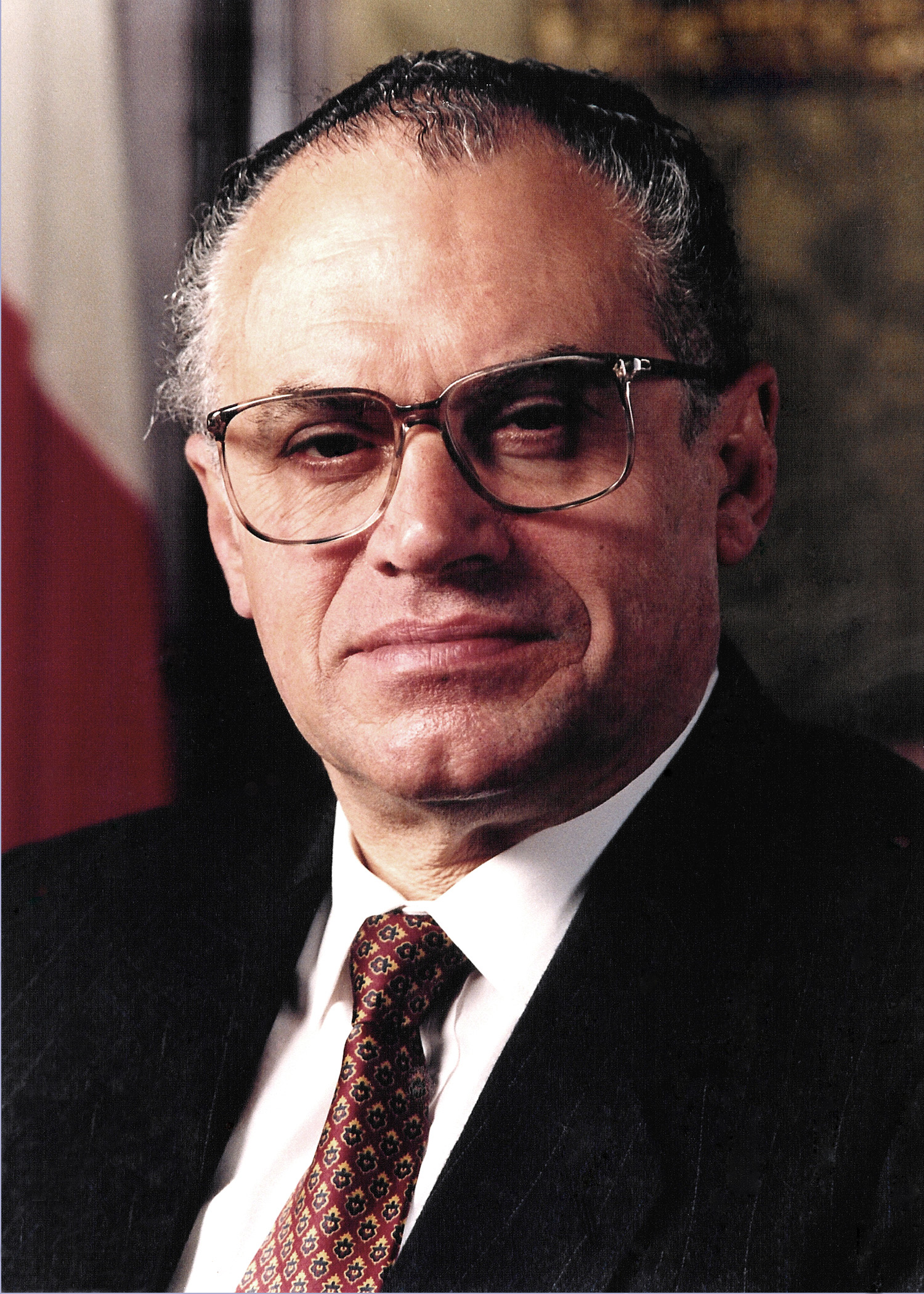
Ugo Mifsud Bonniċi

Ugo Mifsud Bonniċi (* 8. November 1932 in Cospicua, Malta) ist ein maltesischer Politiker und war von 1994 bis 1999 Präsident von Malta.

## Studium und berufliche Tätigkeiten
Mifsud Bonniċi studierte Rechtswissenschaften an der Royal University of Malta und erwarb dort 1952 einen Bachelor of Arts sowie 1955 einen Doctor of Laws (LL.D.). Nach dem Ende des Studiums war er als Rechtsanwalt tätig und erwarb Zulassungen an allen Gerichten Maltas.

## Politische Laufbahn

### Abgeordneter
1966 kandidierte er erstmals erfolgreich für die NP bei den Parlamentswahlen und trat damit in die Fußstapfen seines Vaters Carmelo Mifsud Bonnici, der ebenfalls Rechtsanwalt und von 1924 bis 1933 Mitglied des Parlaments für die DNP und später die NP war.
Von 1966 bis zu seinem Rücktritt als Abgeordneter am 4. April 1994 war er Vertreter des Wahlbezirks 2, der die Städte Cospicua, Vittoriosa, Senglea, Kalkara und Fgura umfasste. Dabei war er von 1972 bis 1987 Sprecher der NP für Erziehung sowie 1977 Präsident des Parteirates. Als Parlamentsmitglied nahm er eine aktive Rolle in der Gesetzgebung teil und war Mitglied mehrerer Ausschüsse wie zum Beispiel dem Verfassungsausschuss. Dieser erarbeitete die Verfassung der am 13. Dezember 1974 ausgerufenen Republik Malta.

### Minister
Nach dem Wahlsieg der NP bei den Parlamentswahlen am 9. Mai 1987 berief ihn der damalige Premierminister Edward Fenech Adami zum Minister für Erziehung. Das Ressort umfasste neben der Erziehung auch Umwelt, Rundfunk, Kultur, Jugend, Museen und Sport. Im Rahmen einer Kabinettsumbildung wurde er 1990 Minister für Erziehung und Inneres.
Nach dem erneuten Sieg bei der NP bei den Parlamentswahlen am 22. Februar 1992 wurde er von dem Premierminister Fenech Adami zum Minister für Erziehung und menschliche Ressourcen ernannt. Dieses Amt übte er bis zu seiner Wahl zum Präsidenten der Republik Malta aus.
In seiner Amtszeit als Minister erarbeitete Mifsud Bonniċi wichtige Gesetze aus, wie das Erziehungsgesetz, das Umweltgesetz, das Nationalarchivgesetz und das Gesetz zur Förderung der beruflichen Gesundheit und Arbeitssicherheit.

### Präsident der Republik Malta
Am 4. April 1994 wurde Ugo Mifsud Bonniċi als Nachfolger von Censu Tabone Präsident der Republik Malta. Dieses Amt übte er dann bis zum Ende der fünfjährigen Amtszeit aus und wurde am 4. April 1999 durch den bisherigen Vizepremier- und Außenminister Guido de Marco abgelöst.

## Schriftsteller
Wie seine Amtsvorgänger als Präsident Paul Xuereb und Anton Buttiġieġ war auch Mifsud Bonniċi als Schriftsteller tätig. Die von ihn in mehreren Tageszeitungen veröffentlichten Artikel wurden später in zwei Büchern herausgegeben. Darüber hinaus war er einige Jahre Herausgeber des Literaturmagazins „Malta Letterarja“.

## Ehrungen
- 1995: Collane des Päpstlichen Piusordens[1]